# フェライのアレクサンドロス
フェライのアレクサンドロス（希：Ἀλέξανδρος, ラテン文字転記：Alexandros, ? - 紀元前358年、在位：紀元前369年 - 紀元前358年）は、テッサリアのフェライの僭主である。

## 政権奪取
アレクサンドロスは同じくフェライの僭主であったイアソンの甥である。アレクサンドロスの政権奪取の過程は史家によって細かい点で異なっている。ディオドロスによれば、彼は紀元前370年にイアソンを暗殺し、一年間アレクサンドロスの兄弟のポリュドロスが統治し、彼を毒殺してアレクサンドロスが僭主の座についた。
クセノポンはイアソンの死後その兄弟ポリュドロスとポリュフロンがタゴスになったが、ポリュフロンによってポリュドロスが殺され、そしてポリュドロスもまたアレクサンドロスに殺され、最終的にアレクサンドロスによって地位が継承されたとしている。

## 統治
また、アレクサンドロスは内にも外にも過酷で独裁制な圧政を布き、紀元前369年テッサリア諸国は彼に対抗するためにマケドニア王アレクサンドロス2世に救援を依頼した。しかし、この時マケドニア軍はラリサやクランノンなどの主要都市を占領したためにテッサリア諸国と対立し、テバイの介入によってマケドニアは占領地からの撤退を余儀なくされた。アレクサンドロス2世が去った後、僭主の復讐を恐れた諸国はテバイに助けを求めた。テバイはアレクサンドロスの伸張を警戒し、ペロピダスを派遣した。ペロピダスはラリサに到着するとそこに配置されていたマケドニアの守備隊を追い払った。アレクサンドロスは自ら出向いてテバイへの服従を申し出たが、彼の苛政を知ったペロピダスの怒りを恐れて逃げ去った。
紀元前368年の初め、アレクサンドロスに対する訴えの結果、再びペロピダスがテッサリアに送られたが、迂闊にもペロピダスは一人の交渉者と自分だけでアレクサンドロスの許へ行き、捕えられた。これを知ったテバイはペロピダス救出のためにボイオタルケスのクレオメネスとヒュパトス率いる軍をテッサリアに送った。そこでアレクサンドロスはテルモピュライ近くで、ボイオティア軍を待ち伏せしてボイオティア軍を苦しめたが、臨時に指揮を執ったエパメイノンダスのおかげでボイオティア軍は助かった。アレクサンドロスは紀元前367年にスコトゥサを襲い、男は殺し女子供は奴隷に売った。同年に前年と同じ目的でテバイは兵を起こした。この時アレクサンドロスはあえて抵抗せず、ペロピダスを引き渡した。
この次の三年間アレクサンドロスは再びテッサリア諸国、特にマグネシアとフティオティスに対する拡大を再開し、紀元前364年に彼らはテバイに庇護を求めた。その結果ペロピダス率いる軍が派遣されたが、同年6月13日に起こったとされる日食によって彼の兵士たちは狼狽し、ペロピダスは彼らを後方に残して騎兵の義勇軍300騎と傭兵部隊などを率いてテッサリアに侵入した。アレクサンドロスとペロピダスはキュノスケファライで戦い、アレクサンドロスは敗れたものの、ペロピダスを戦死させた。この勝利の後もマルキテスとディオギトン指揮下のテバイ軍は戦いを続行し、アレクサンドロスに征服地の返還とボイオティア同盟への加盟、つまりテバイの従属的な同盟国になることを強いた。
紀元前362年のエパメイノンダスの死はテバイへの恐怖からアテナイを開放したが、代わりにアレクサンドロスの侵略に晒した。彼はティノス他キュクラデス諸島の諸都市を海賊に略奪し、住民を奴隷にして回らせた。また、彼はペパレトスを包囲し、アッティカにすら上陸し、ソウニオンの少し東のパルノモスを奪取した。それに対し、アテナイの提督レオステネスはペパレトスを救出したが、パルノモス封鎖から自軍を救い出したアレクサンドロスはピレウスを略奪した。

## 死
アレクサンドロスは妻のテーベとその兄弟によって暗殺された。プルタルコスはアレクサンドロスの宮殿の様子と暗殺事件について詳しく述べている。衛兵が梯子の先にあったアレクサンドロスの寝室以外を夜間見回り、寝室の扉には凶暴な犬が繋がれていたという。
テーベとその甥（あるいはイアソンの娘の腹違いの姉妹）は三人の兄弟を宮殿に隠れさせ、犬を別の場所に動かし、アレクサンドロスの寝室に彼らを上げた。テーベはアレクサンドロスの剣を取ったが、彼らは臆して殺害できなかった。そして彼らは彼女が夫を起こすと脅してようやく殺害した。遺体は通りに投げ捨てられ、あらゆる屈辱に晒された。
テーベの夫の殺害の動機に関しては史家によって様々な理由が挙げられている。プルタルコスは、彼女がペロピダスの牢獄を訪れた際に彼によってアレクサンドロスの残酷さと凶暴な性格を述べられたことに帰しており、キケロは嫉妬によるとしている。あるいはディオドロス、クセノポン、キケロでは、アレクサンドロスが彼女の末の弟を恋人にして束縛し、彼女が彼を解放を求めたことに腹を立てたアレクサンドロスが彼を殺害したことによってテーベは復讐に駆り立てられたともされる。

## 注
1. ↑  ディオドロス、『歴史叢書』、XV、60-61
2. ↑  クセノポン, VI, 4, 33-35
3. ↑  ibid, IX, 15, 1
4. ↑  パウサニアス, VI, 5, 2
5. ↑  プルタルコス、『対比列伝』「ペロピダス」
6. ↑  同書
7. ↑  キケロ、『義務について』、7
8. ↑  ディオドロス、同書
クセノポン, VI, 4, 37
キケロ、同書